# Futbolny Klub Armawir
Football Club Armavir (em russo:  Футбольный клуб "Армавир") é um clube de futebol da cidade de Kursk, na Rússia. Atualmente disputa a Russian Football National League.